# Cities XL 2011
Cities XL 2011 – druga gra komputerowa z serii Cities XL wyprodukowana przez francuskie studio Focus Home Interactive i wydana przez nie na platformę PC 14 października 2009.

## Rozgrywka
W porównaniu z Cities XL do gry dodano 45 dodatkowych map oraz setki budynków i struktur. Rozbudowano także opcje transportu publicznego (autobusy, koleje podziemne itp.) oraz systemu podatkowego. Nową funkcją jest także możliwość zarabiana poprzez handel z innymi miastami. W grze poprawiono błędy oraz udostępniono płatne elementy z podstawowej wersji gry.